# Riddler
Riddler (conocido mayormente como El Acertijo en Hispanoamérica y como Enigma en España) es un personaje ficticio, supervillano y enemigo de Batman. Fue creado por Bill Finger y Dick Sprang. Su primera aparición fue en Detective Comics N° 140 (1948). Riddler es conocido por su traje verde con un signo de interrogación (aunque en algunas versiones, aparece vestido con camisa y chaleco), y está obsesionado con rompecabezas y juegos de palabras. Le gusta cometer crímenes y confundir a la policía y a Batman dándoles complejos acertijos y construyendo dispositivos mecánicos, manualidades, rompecabezas, cartas, series o notas.
A diferencia de la mayor parte de los villanos de Batman, Riddler no es un asesino psicopático o con problemas mentales severos, solo es algo narcisista por su enorme ego, lo que hace que presuma de su superioridad intelectual ante Batman. Sus conflictos directos con Riddler son típicamente más cerebrales que físicos y generalmente implican derrotar al otro intelectualmente.

## Historia ficticia
Riddler tiene una obsesión con acertijos, rompecabezas y juegos de palabras. El personaje con frecuencia se deleita en demostrar su "superioridad intelectual" y en confundir a Batman y a la policía enviándoles pistas complejas. Su nombre es un juego de palabras en sí mismo, Enigma (Edward Nygma) que significa una persona o cosa que es misteriosa o difícil de entender. Con este uso tímido de un truco, los crímenes del Acertijo son extravagantes y ostentosos. El personaje aparece representado con una máscara de dominó, ya sea con un traje verde y un bombín, o un mantelito verde con huellas de interrogación. Un signo de interrogación negro, verde o púrpura sirve como motivo visual.
La historia del origen del personaje cuenta que Riddler, cuyo nombre real es Edward Nashton. (Edward Nygma para escritores posteriores), se fascina con los rompecabezas a una edad temprana. Después de que un maestro anuncia que se realizará un concurso sobre quién puede resolver un rompecabezas de la manera más rápida, Nigma poniendo su empeño en ganar, anhelando la gloria y la satisfacción que conllevara el éxito. Se mete a hurtadillas en la escuela una noche, saca el rompecabezas del escritorio del profesor y lo practica hasta que es capaz de resolverlo en menos de un minuto. Con esto, gana el concurso y se le entrega un libro sobre adivinanzas como premio. Posteriormente se convirtió en un empleado del carnaval que se destacó en engañar a sus clientes con su dinero con sus extraños rompecabezas y juegos mentales.
Pero pronto se aburre y deseando mayores desafíos y emociones, se pone el disfraz de "Riddler" para desafiar a Batman, creyéndolo un adversario digno. En su primer encuentro con el Dúo Dinámico, Edward primero trató de confundir a los luchadores del crimen con sus infames Pistas Riddle de doble entrada y luego trató de matarlos a ambos en un laberinto de vidrio con trampas en un muelle, sellando la puerta para que no pudieran abandonar la estructura antes de que explote, solo para que Batman y Robin se escapen y Riddler "desaparezca" después de ser golpeado en el mar por la explosión, dejando solo su marca registrada "?" flotando en el agua.
En el arco de Batman: The Long Halloween, Acertijo aparece como un informante, aparece por primera vez cuando Carmine Falcone lo contrata para descubrir quién es el asesino de las fiestas. pero finalmente pierde su paciencia con el y lo ataca, pero lo deja vivo. El ataque fue planeado para coincidir con la festividad de "Día de las bromas de abril", y varios artículos pertenecientes a él fueron dejados en la escena. Esta puede ser la razón por la que Riddler se quedó con vida, ya que los asuntos se invierten tradicionalmente en las vacaciones. Apareció de nuevo en el mismo capítulo de la historia en la que Harvey Dent está desfigurado, cuando Batman acude a él para obtener información sobre el ataque. Juega un papel un poco más importante en la secuela de la historia Batman: Dark Victory, en la que Batman se dirige a él para descubrir el significado de los juegos perdidos del verdugo que quedan en las escenas de los crímenes del asesino Hangman. Más tarde se presentó como miembro del jurado de Dos Caras durante el juicio del ahorcado.
En Catwoman: When in Roma, se une a Selina Kyle en un viaje a Italia en busca de los orígenes de sus compañeros. Allí la manipula para que crea que algunos de los enemigos más peligrosos de Batman la persiguen. Él hace que sus secuaces empleen varios trucos y armas utilizadas por el Espantapájaros, Mr Freeze y el Joker para lograrlo. Él espera extraer la verdadera identidad de Batman de ella, pero para su consternación, ella realmente no sabe ni le importa.
The Riddler aparece en la serie titulada The Question, convencido de convertirse en un "gran villano" por una prostituta que conoce en un autobús. Secuestra el autobús y comienza a hacer adivinanzas, matando y robando a cualquiera que se equivoque. La pregunta lo domina rápidamente haciéndole adivinanzas filosóficas a cambio. Él está superado y tiene una crisis mental antes de ser puesto en libertad como recompensa por acertar un último acertijo.
En el one-shot "Riddler: The Riddle Factory", el Acertijo se convierte en el anfitrión de un programa de juegos underground que se centra en desenterrar la suciedad de las celebridades. Muchas de las personas famosas que él humilla, terminan suicidándose poco después, sugiriendo que tal vez Acertijo hizo más que solo inspirar sus muertes. Al final, sus acciones resultan ser un frente para sus intentos de encontrar los tesoros ocultos de "Scarface" Scarelli, un gánster de Gotham City que vivió mucho antes del reinado de Batman en la lucha contra el crimen.
En la historia de Batman: Legends of the Dark Knight en tres partes "The Primal Riddle", escrita por Steve Englehart, el Acertijo diseña una de sus mejores trampas mortales: Batman es arrojado a un pozo estrecho que se está llenando lentamente de agua. Las paredes están cableadas eléctricamente, y un conjunto de parachoques es lo único que evita que el agua toque las paredes y cause que Batman muera por electrocución. Las únicas opciones que Batman parece tener son la muerte por elegidos.
Riddler tiene una relación de trabajo con el villano Cluemaster, aunque inicialmente se resiente del villano por copiar aparentemente su modus operandi. En su primer encuentro, coloca a su compañero con una bomba y envía a Batman a perseguir acertijos que podrían conducir a su desactivación, además de alejarse de su plan real: robar una gran cantidad de productos de béisbol de valor incalculable. Los dos se unen en unas pocas ocasiones después, y trabajan juntos en un gran esquema poco antes de la aparente muerte de Cluemaster en las páginas de Escuadrón Suicida.
Después de que Harley Quinn se libera brevemente de su devoción por el Joker, intenta organizar una gran fiesta en Wayne Manor, solo para descubrir que Riddler también está apuntando al edificio. Las dos pandillas se involucran en un tiroteo, pero Harley gana la delantera cuando Big Barda (quien estaba aliada en secreto con ella en ese momento) interrumpe el conflicto y captura a Riddler y sus hombres. Durante la historia, él hace alusiones constantes a un "misterio" que está escondido dentro de la mansión, y después de su detención, el daño causado al edificio hace que se abra la entrada a la Baticueva. Edward ve esto, y luego declara que ha "resuelto el enigma de Wayne Manor".
Durante este período, ataca a Black Canary y Green Arrow en Star City, y es fácilmente derrotado.
Durante una crisis causada cuando se rompió el Lazo de la Verdad de la Mujer Maravilla, lo que provocó que las leyes de la verdad se rompieran y la realidad fuera moldeada por las percepciones de los individuos, uno de los síntomas fue cuando Batman se encontró incapaz de resolver cualquiera de los enigmas de Nigma. Pero, sin embargo, todavía era capaz de derrotarlo ya que Edward tampoco pudo resolver los enigmas, probablemente reflejando la idea pública de que los acertijos de Riddler son insolubles, afirmando que logró "improvisar" para derrotarlo. Su baja reputación entre los héroes y villanos se reflejó cuando Flash notó que Batman tenía problemas con Riddler y era una clara señal de que el mundo se estaba acabando.

## Riddler y la Sociedad Secreta de Super Villanos
Riddler es un pésimo combatiente mano a mano y nada ágil para escapar, como apareció en Detective Comics # 797-799, donde Riddler busca el refugio de Hiedra Venenosa solo para ser humillado en un duelo de físico, donde ella gana fácilmente. Sin embargo, también puede ser muy manipulador e inteligente, como lo fue en la revista Batman N.º 619 (noviembre del 2003) correspondiente a la miniserie 12 de Batman: Hush donde Riddler es el genio criminal, que ha estado manipulando de manera magistral a todos los villanos en una conspiración para matar a Batman.
En arco argumental llamado "Hush" se revela que Riddler sufre de cáncer, que también afectó a la madre del Dr. Thomas Elliot. Riddler utiliza el Pozo Lazarus de Ra's al Ghul para librarse de la enfermedad y ofrece venderle el secreto a Elliot con la oportunidad de curar a su madre. Sin embargo, Elliot en realidad está ansioso porque su madre muera con el fin de heredar su fortuna.
Elliot, quien pasa a ser secretamente el criminal enmascarado "Hush", quiere vengarse de su amigo de infancia Bruce Wayne, para lo cual trabajarán juntos y así Riddler establece junto con Killer Croc, Hiedra venenosa, Harley Quinn, el Joker, El Espantapájaros y Jason Todd una Sociedad Secreta para destruir a Batman.
En el relato "Remolque", Hush vuelve a aparecer y busca vengarse de su narcisista amigo Riddler por lo que este busca refugio, con el Joker y el Pingüino. Y le ofrece contar al Joker quién había matado a su esposa, Jeannie, si el "Príncipe Payaso" le protege de Hush. El Joker acepta de inmediato, pero finalmente Hush, con la ayuda de un impostor, Prometeo, lo derrota y lo hace huir de Gotham para salvar su vida.

## Edward Nigma como investigador privado
En Crisis infinita, Edward Nigma esta del lado de la ley. Cuando sale de un coma de un año parece haber superado su compulsión para las adivinanzas y rechaza el título “Riddler”, en su lugar usa su verdadero nombre. Amasa una fortuna legalmente como un detective privado y trabaja junto a Batman para resolver una serie de crímenes, aunque Batman lo hace a regañadientes y sospecha de sus verdaderos motivos. Más tarde, es contratado por Nightwing para investigar robos de museo y al mismo tiempo atiende a un malherido Dick Grayson, después de ser atacado durante una guerra de pandillas entre La Ballena y el Pingüino. Durante este evento, logró deducir la identidad de Nightwing.
Nigma es puesto en estado vegetativo por Hiedra Venenosa en su ático, que ella había afirmado como su escondite. Después de que su casa fue dañada por un nuevo villano con la esperanza de hacerse un nombre para sí mismo matando a Catwoman, estalla el acertijo de su trance. Al ver el daño hecho a su casa, procede a atacar al asaltante, que había causado el daño, mientras se aloja con Catwoman, Hiedra y Harley, en su refugio.
No mucho después, en un caso, Eddie descubrió que los asesinatos eran llevados a cabo por una banda que busca reemplazar a Riddler en el mundo de la delincuencia, debido a su reforma. Con la ayuda de Dick Grayson como Batman, el grupo es frustrado. Pero debido a una bomba cerca de su cara, las cicatrices obligan a Nigma a volver a usar su antigua máscara de Riddler y a actuar sospechosamente, sugiriendo que muy bien puede volver a una vida de crimen.
Esto también se insinúa más tarde cuando Nigma ayuda a sus asociadas Catwoman, Hiedra y Harley, que resuelven un asesinato, solo para descubrir que las chicas eran utilizadas como cebo por el Dr. Aesop contra él.

## Vestimenta
El típico traje de Riddler es una malla verde repleta de signos de interrogación y un antifaz morado. Luego lo reemplazó por un esmoquin verde lleno de signos de interrogación, sombrero bajo y antifaz negro. El último traje de Riddler es un esmoquin verde con solo 2 signos de interrogación: uno en el sombrero y otro en la corbata.
En muchas ediciones tiene dos asistentes femeninos inseparables (Query y Echo); en otras, al igual que Batman y su batmóvil, él aparece en un vehículo verde con "???" en la placa de licencia al que irónicamente llama el "Enigma-móvil" o bien con una especie de gafas de sol y hasta en algunas más recientes sin camisa y con un tatuaje de un signo de interrogación en el abdomen.
Lo único que nunca cambia en todas las ediciones es su bastón en forma de interrogativo y su forma tan altanera de hablar.[cita requerida]

## Aparición en otros medios

### Series de televisión

#### Animación
- Riddler apareció en la serie televisiva Batman, interpretado por Frank Gorshin y luego John Astin, quien sustituyó a Gorshin e interpretó a Riddler en un episodio. En ella, Riddler es uno de los enemigos más recurrentes y peligrosos de Batman. Como curiosidad, Gorshin dio la voz a Hugo Strange enThe Batman, pero solo hasta su muerte.

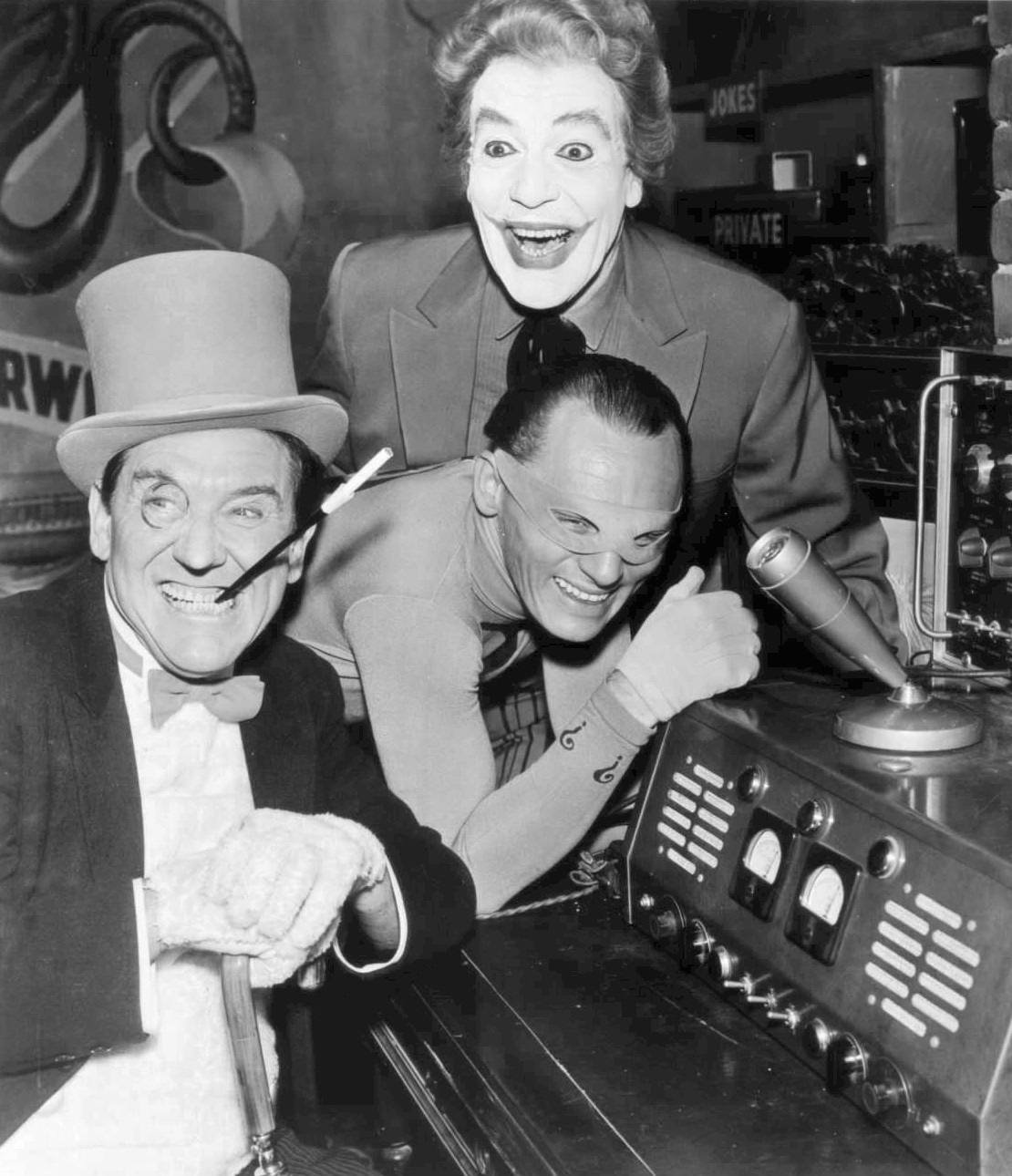
Riddler en el centro, acompañando al Joker (arriba) y a Pingüino (abajo), de la serie televisiva de 1966.

- En el DC Animated Universe Riddler apareció en algunas series, con la voz de John Glover:
  - Riddler apareció en Batman: The Animated Series. En esta versión, en donde recibe el nombre de Edward Nigma, era un empleado de la empresa Computron, para la cual había creado el exitoso juego "El Enigma del Minotauro", pero fue despedido injustamente por su jefe, Daniel Mockridge. Dos años más tarde, Nigma decide vengarse de Mockridge, bajo el nombre de Riddler en el episodio "If You're So Smart, Why Aren't You Rich?". Vuelve a aparecer en el episodio "What Is Reality?", como el antagonista principal. En "The Worry Men" aparece como una marioneta y en "Trial", él forma parte del jurado para inculpar a Batman, pero es derrotado. En "Riddler's Reform", él se reforma aparentemente, pero trata de matar a Batman después, sin embargo, es derrotado y enviado de nuevo al Manicomio Arkham.
  - Riddler reapareció en The New Batman Adventures pero con un diseño diferente. Aparece en "Over the Edge", como uno de los villanos vitados para hablar contra Batman, pero al final todo fue un sueño de Batichica. En "Jugdement Day", él aparece siendo emboscado por el Juez durante uno de sus robos, junto con Mo, Lar, y Cur. Es mencionado en el episodio "Mad Love" por El Joker, quien no quería copiarse de estilo.
  - Riddler apareció por última vez en Superman: The Animated Series, en el episodio "Knight Time", donde durante una reunión con el Sombrerero Loco y Bane, es emboscado por Superman y Robin, quienes lo apresan fácilmente en los barrotes de una jaula. Esta fue su última aparición en este universo de ficción.
  - En la serie Gotham Girls, Riddler es mencionado en "Gotham in Pink" y en "Hear Me Roar".
  - En la serie Batman Beyond, Riddler no aparece, pero un maniquí con su atuendo aparece en "Black Out", "Dissapearing Inque", "Splicers", "Terry's Friend Dates a Robot", y en "Sneak Peek".
  - Originalmente, Riddler habría aparecido en Justice League Unlimited, como miembro de la Legión del Mal, pero no se pudo al final por su aparición en The Batman. Su aparición había sido un homenaje a que fue uno de los miembros de la Legión original en Challenge Of The Super Friends.
- En 2005, una interpretación de Riddler debutó en el episodio de The Batman, "Riddled", con la voz de Robert Englund. Esta versión exhibe una apariencia gótica y es servida por secuaces llamados Riddlemen. El episodio "La venganza de Riddler" revela que Nygma y su compañera Julie (con la voz de Brooke Shields) trabajaron en una universidad en un dispositivo para mejorar el cerebro humano. Nygma fue abordado por un hombre llamado Gorman (con la voz de Bob Gunton) que ofreció comprar los derechos de la invención, pero Nygma se negó. Después de que el dispositivo falló en una manifestación, Nygma acusó a Gorman de sabotaje. Después de un intento de matar a Gorman, Nygma huyó cuando Batman lo rescató. En el episodio "Riddled", Nygma ha adoptado su personaje de Riddler. Años más tarde en "Riddler's Revenge", Nygma intentó matar a Gorman de nuevo, pero Batman lo detuvo y Nygma se dio cuenta de que no era Gorman quien lo saboteaba, sino su propia compañera, Julie; quién traicionó a Nygma por codicia, lo que rompió el corazón de Nygma.
- Riddler aparece en Batman: The Brave and the Bold, con la voz de John Michael Higgins.[6] Él es mencionado pero no visto durante la llamada de Batman al Comisionado Gordon en "Deep Cover For Batman!". En el teaser de "A Bat Divided!", Riddler tiene un programa de juegos 'Riddle Me This' donde Booster Gold no puede resolver los acertijos, dañando a Batman. Batman finalmente se libera y los dos luchan contra Riddler y sus secuaces. El acertijo de Batman para Riddler es "¿Por qué eres como un reloj de cemento?" Con la respuesta "Porque ambos lo están pasando mal". En la historia principal de "¡La conspiración de Criss Cross!", él era el objetivo de la venganza de Batwoman, a quien había humillado diez años antes al desenmascararla en público.
- En la serie de televisión Young Justice, Riddler aparece en el episodio "Terrors", en el cual es prisionero en una cárcel que según lo dicho podría contener a Superman; en el episodio los presos planean una fuga pero son detenidos antes de escapar, pero al final Hugo Strange admite que el único preso que se escapó fue Riddler.
- Riddler hace una aparición en Teen Titans Go! el episodio "The Titans Show", donde el Control Freak lo lleva, junto con otros supervillanos, para enfrentarse a los Titans.
- Riddler aparece en Justice League Action, con la voz de Brent Spiner.[7] Esta versión no lleva máscara y tiene la cabeza rapada. En el episodio "E. Nygma, Consultor Detective" después de ser liberado de Arkham Asylum, Riddler ayuda a Wonder Woman y Green Arrow a encontrar a Batman después de que Joker lo capturó y, debido al hecho de que Joker está robando su adivinanza. Las adivinanzas que Riddler descifra los lleva a la celda de Solomon Grundy, donde Riddler lo distrae con una trampa para los dedos, el Iceberg Lounge, donde el enigma estaba debajo del paraguas de truco de Penguin, y el Museo de Arte de Gotham, donde Joker atrapa a la Mujer Maravilla. Cuando Green Arrow se liberó de la trampa de cinta, él y la Mujer Maravilla evitan que Batman la corte la estatua de la Dama de la Justicia cuando Joker tienta a Riddler a usar la trampa activada por la voz para resolver el enigma Mississippi. A Joker siendo aprehendido, se reveló que Joker hizo esto porque Riddler se comió su rosquilla. Mientras Riddler se alejaba, él cita "Adivina esto, Gotham. ¿Quién está mejorando cada día en todos los aspectos? Yo".
- Riddler aparece en la serie web DC Super Hero Girls, con la voz de Yuri Lowenthal. Aparece como estudiante en Super Hero High.
- Riddler aparece en la serie animada de Harley Quinn, con la voz de Jim Rash.[8] En "Hasta que la muerte nos separe", está encarcelado en Arkham Asylum, pero provoca una fuga masiva después de contrabandear una semilla de naranja para Hiedra Venenosa. Más tarde comienza una ola de crímenes antes de capturar a Batman y Harley Quinn en una trampa mortal para obligar a Joker a salvar a uno de ellos. Después de que este último elige a Batman, Riddler revela que la trampa era falsa y que se asoció con Ivy para convencer a Harley de que Joker no la ama. Después de esto, hace apariciones esporádicas menores durante el resto de la primera temporada, algunas de las cuales lo establecieron como miembro de la Legión del Mal. En el estreno de la segunda temporada, "New Gotham", Riddler formó la Liga de la Injusticia junto a otros villanos y exmiembros de la Legión como Pingüino, Sr. Frío, Dos Caras y Bane para aprovechar el caos que causó el Joker cuando destruyó Gotham City. Los villanos han dividido las ruinas de la ciudad entre ellos, pero se niegan a darle a Harley Quinn una parte igual, lo que la llevó a intentar desmantelar la Liga. En el siguiente episodio, "Riddle U", después de haber lidiado con Pingüino, Harley y su equipo van tras Riddler, quien se instaló en la Universidad de Gotham, al enterarse de que su territorio tiene energía y agua limpia. En el camino, descubren que usó codificadores secuestrados como baterías humanas y reciben ayuda de Barbara Gordon para derribarlo antes de usarlo para alimentar su guarida del centro comercial. Finalmente se las arregla para escapar, pero elige regresar por el momento, ya que el centro comercial ofrece varios beneficios que el páramo de Gotham no ofrece. En el episodio "Dye Hard", aparentemente se volvió musculoso después de correr en el volante durante un tiempo prolongado, Riddler es liberado por Doctor Psycho, quien dejó a la tripulación de Harley para vengarse de ellos, y roba un casco de control mental que Psycho usa para fortalecer sus poderes psiónicos y esclavizar a un ejército de Parademonios en su intento de apoderarse de Gotham y, finalmente, del mundo. A pesar de sus mejores esfuerzos, finalmente son derrotados en el episodio "Lovers 'Quarrel" y posteriormente encarcelados en Arkham en "The Runaway Bridesmaid".
- Riddler aparece en la serie de televisión DC Super Hero Girls, con la voz de David Hornsby. Esto se mostró en DC Fandome como una vista previa de la temporada 2, donde Robin lo captura primero antes que Batgirl.

#### Acción en vivo

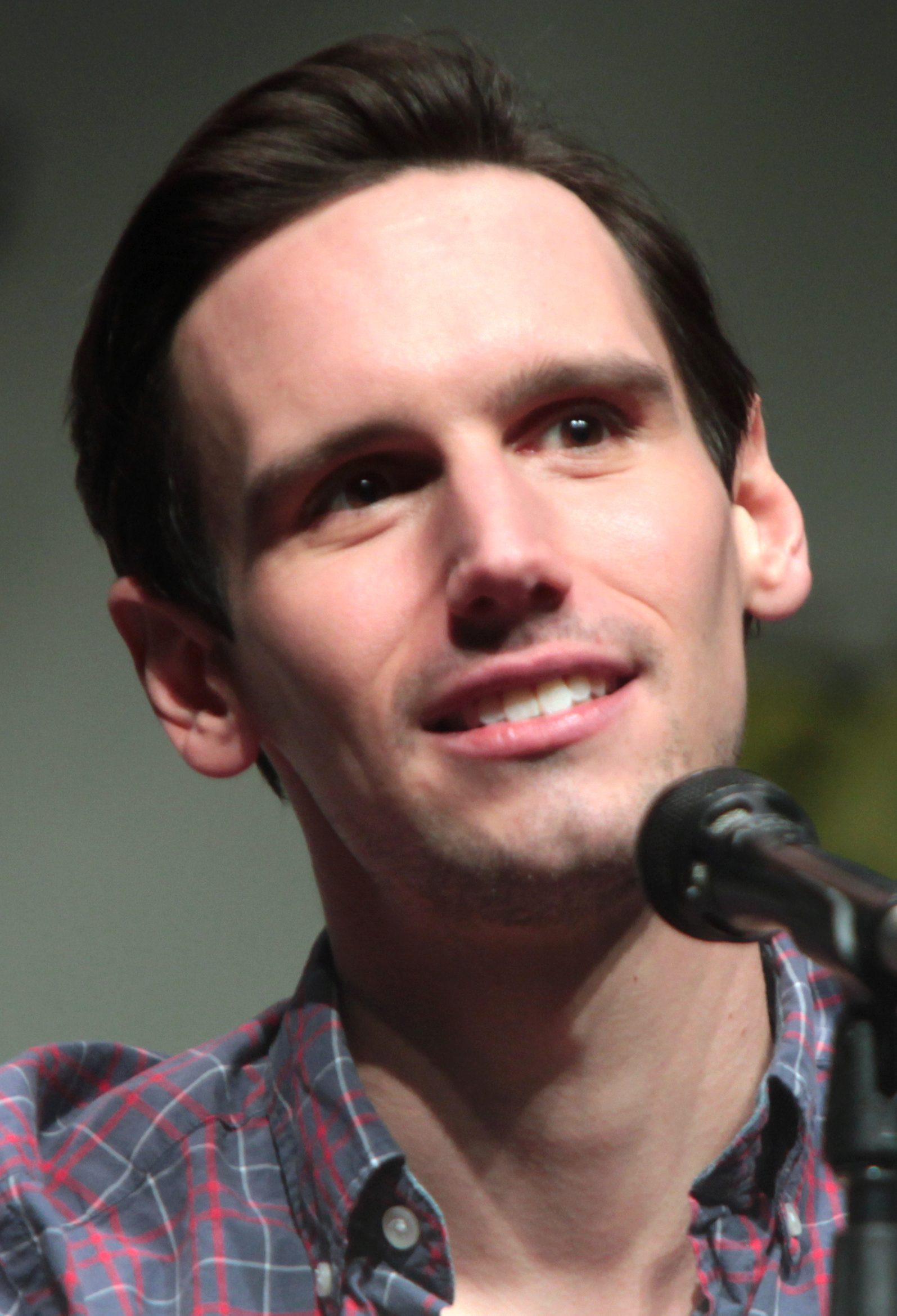
Cory Michael Smith interpreta a Edward Nygma en la serie de televisión Gotham.

- En la serie de televisión Gotham, Edward Nygma, interpretado por el actor Cory Michael Smith, aparece como forense de la policía de Gotham City. Constantemente apoya a James Gordon y Harvey Bullock en sus investigaciones, destacando siempre por sus preguntas de ingenio y acertijos. Posteriormente se convierte en villano traicionando a la policía y se convierte en efímero colaborador y amigo de Oswald Cobblepot.

### Películas

#### Acción en vivo

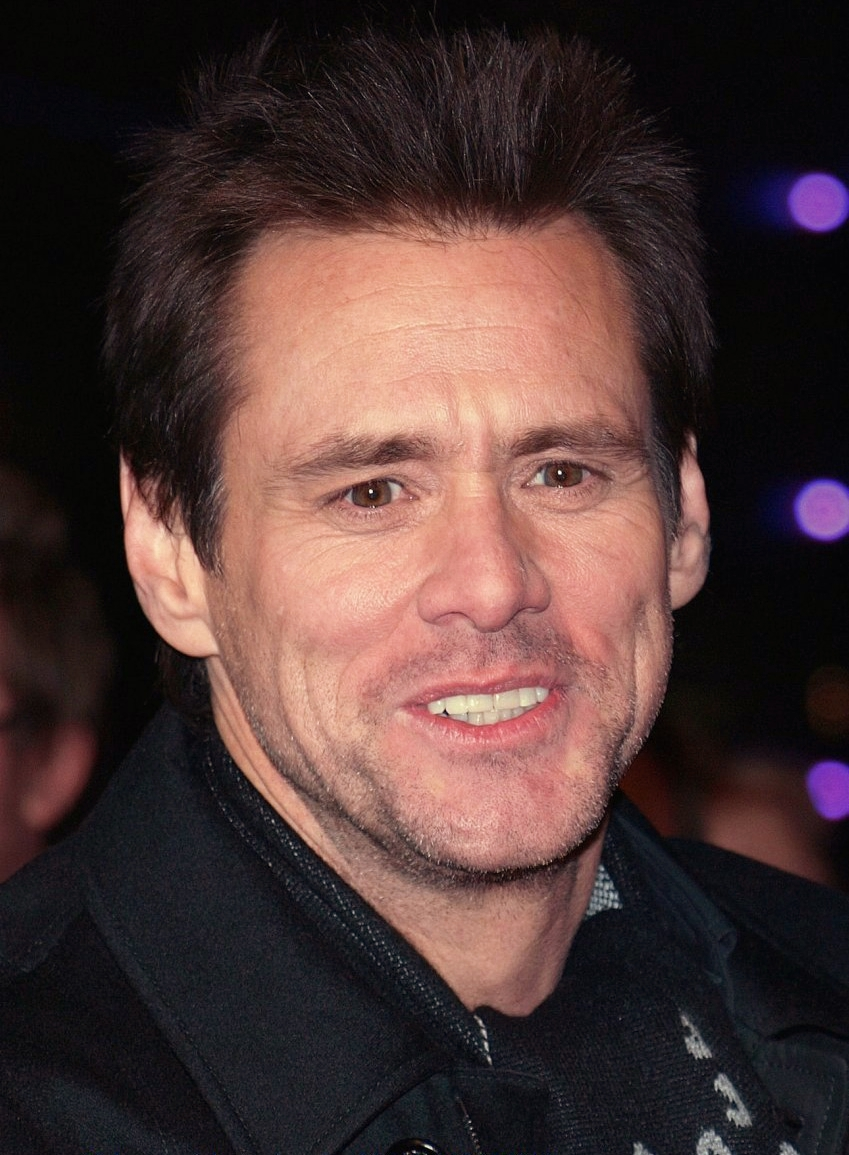
Jim Carrey interpreta a Edward Nygma/Riddler en la tetralogía Burton/Schumacher de Batman.

- Riddler apareció como uno de los cuatro antagonistas principales en Batman: The Movie.
- En la Tetralogía Burton/Schumacher de Batman, Riddler apareció en estas películas:
  - Riddler habría aparecido en la cancelada Batman Continues de Tim Burton, interpretado por Micky Dolenz o por Robin Williams. Se aliaría con Chip Schreck, el hijo del fallecido Max Schreck, por lo cual Batman (Michael Keaton), Catwoman (Michelle Pfeiffer), y Robin (Marlon Wayans) tendrían que detenerlos.[cita requerida]
  - Riddler apareció en la película Batman Forever de Joel Schumacher, donde fue interpretado por Jim Carrey. Aquí, Edward Nigma era un empleado en el departamento de inventos de las Empresas Wayne y Bruce Wayne era su obsesión. Sin embargo, después de mostrarle su proyecto científico, el cual era un aparato para controlar las ondas cerebrales, es rechazado por Bruce, sintiéndose menospreciado, y lo odió, hasta que se convirtió en Riddler. Se alía con Dos Caras y capturan a la Dra. Chase Meridian, pero Dos Caras muere y Riddler es encarcelado en el manicomio Arkham, volviéndose loco, afirmando ser Batman.
  - Pese a no aparecer en Batman & Robin de Joel Schumacher, su atuendo puede visto en el Manicomio Arkham al momento en el que Bane causa caos para liberar a Mr. Freeze.
  - Se esperaba que Jim Carrey volviera a interpretar a Riddler en la cancelada Batman Unchained de Joel Schumacher.
- En la Trilogía de Nolan:
  - Originalmente Riddler habría aparecido en The Dark Knight Rises (2012), pero al no tener una historia, fue descartado. Para el papel fueron considerados Johnny Depp y David Tennant.
- DC Extended Universe:
  - En Escuadrón Suicida, el nombre de Riddler aparece en el informe delictivo de Killer Croc.
  - Riddler hubiera aparecido en la película dirigida, producida y protagonizada por Ben Affleck: The Batman.
  - Riddler hubiera aparecido en Justice League 2, dirigida por Zack Snyder.
  - Una pequeña mención de Riddler se hace presente en la serie de Peacemaker, que según el vecino del padre del protagonista es uno de los enemigos del superhéroe Batman.
- El personaje apareció en la película The Batman de 2022, dirigida por Matt Reeves, siendo interpretado por Paul Dano.[9]

#### Animación
- Riddler habría aparecido en la cancelada película de Batman: The Animated Series, que se terminó convirtiendo en el episodio "Trial".
- En la película animada Batman Beyond: Return of the Joker, un maniquí con el atuendo de Riddler puede ser visto.
- Riddler habría aparecido en la cancelada película (más tarde especial) animada, The Batman vs. Hush, como uno de los antagonistas secundarios, junto con The Joker, Catwoman, y Clayface.
- En las DC Universe Animated Original Movies, Riddler aparece en estas películas:
  - Riddler aparece en la película animada Batman: Under The Red Hood, con la voz de Bruce Timm. Aparece en un flashback de Batman, donde este recuerda cuando lo derrotó con ayuda de Jason Todd.
  - Riddler aparece en Batman: Assault on Arkham doblado por Matthew Gray Gubler. En la película, Amanda Waller manda al Escuadrón Suicida a matarlo, porque en su bastón él tiene información confidencial. Pero al ayudar al Escuadrón a liberarse de sus bombas en el cuello, le perdonan la vida a Riddler, dejándolo huir. También, es sospechoso de tener la bomba del The Joker.
- Riddler aparece en la película animada LEGO Batman: The Movie - DC Super Heroes Unite, como un antagonista menor.
- La versión del Riddler de Brave and the Bold aparece en Scooby-Doo! & Batman: The Brave and the Bold, con John Michael Higgins retomando su papel. Se revela que Riddler comenzó su carrera como asistente de laboratorio del Profesor Milo y busca revivir un proyecto de portal dimensional en el que estuvo involucrado.

### Videojuegos
- En la saga de Lego Batman, Riddler aparece en estos juegos:
  - Riddler es el primer líder jefe en el videojuego Lego Batman: The Videogame. Él conforma un grupo compuesto por Dos Caras, Cara de Barro, Mr. Freeze, Hiedra Venenosa, y él. Trata de robar todo el oro de Gotham City junto con Dos Caras, pero Batman y Robin los detienen. Riddler es visto por última vez quejándose en su celda del Manicomio Arkham.
  - Riddler apareció en Lego Batman 2: DC Super Heroes, donde junto con Dos Caras, Harley Quinn, el The Joker, y el Pingüino, roban el Teatro Monarca en "Theatrical Pursuits", pero Batman los derrota. En "Arkham Asylum Antics", él se encuentra en el Camión de Dos Caras, pero es derrotado nuevamente por Batman, solo para ser encerrado de nuevo, pero escapa. Tras eso, Batman lo derrota en la azotea de Wayne Enterprises, donde luego se vuelve un personaje comprable.
  - Riddler aparece nuevamente en Lego Batman 3: Beyond Gotham, pero no forma parte de la historia principal. Es un personaje jugable. La versión de Riddler de Frank Gorshin aparece como jefe en el nivel extra "Same Bat-Time! Same BAT-Channel!".
- En la saga Batman: Arkham, Riddler aparece en estos juegos:
  - Riddler aparece en Batman: Arkham Asylum, como uno de los antagonistas.
  - Riddler regresa en Batman: Arkham City, donde vuelve a atacar. Como dato curioso, cuando Batman resuelve algún acertijo, Riddler culpa al jugador de ver las soluciones en Internet, rompiendo la cuarta pared
  - Riddler aparece en Batman: Arkham Knight escondiendo trofeos o dando desafíos varios. Se molesta cuando el Espantapájaros revela que Batman es Bruce Wayne. En una alucinación, se revela que se casó con Harley Quinn y que va a tener un hijo.